# 贵竹草
贵竹草是鸭跖草科紫露草属多年生草本植物，与吊竹梅亲缘关系较近。其茎秆粗壮，茎节紧凑，叶长而阔，螺旋状互生，颇似富贵竹。其蒴果由肉质的花萼包裹，故呈浆果状。贵竹草可作观赏植物栽培；除了绿叶的野生型，还有花叶品种。

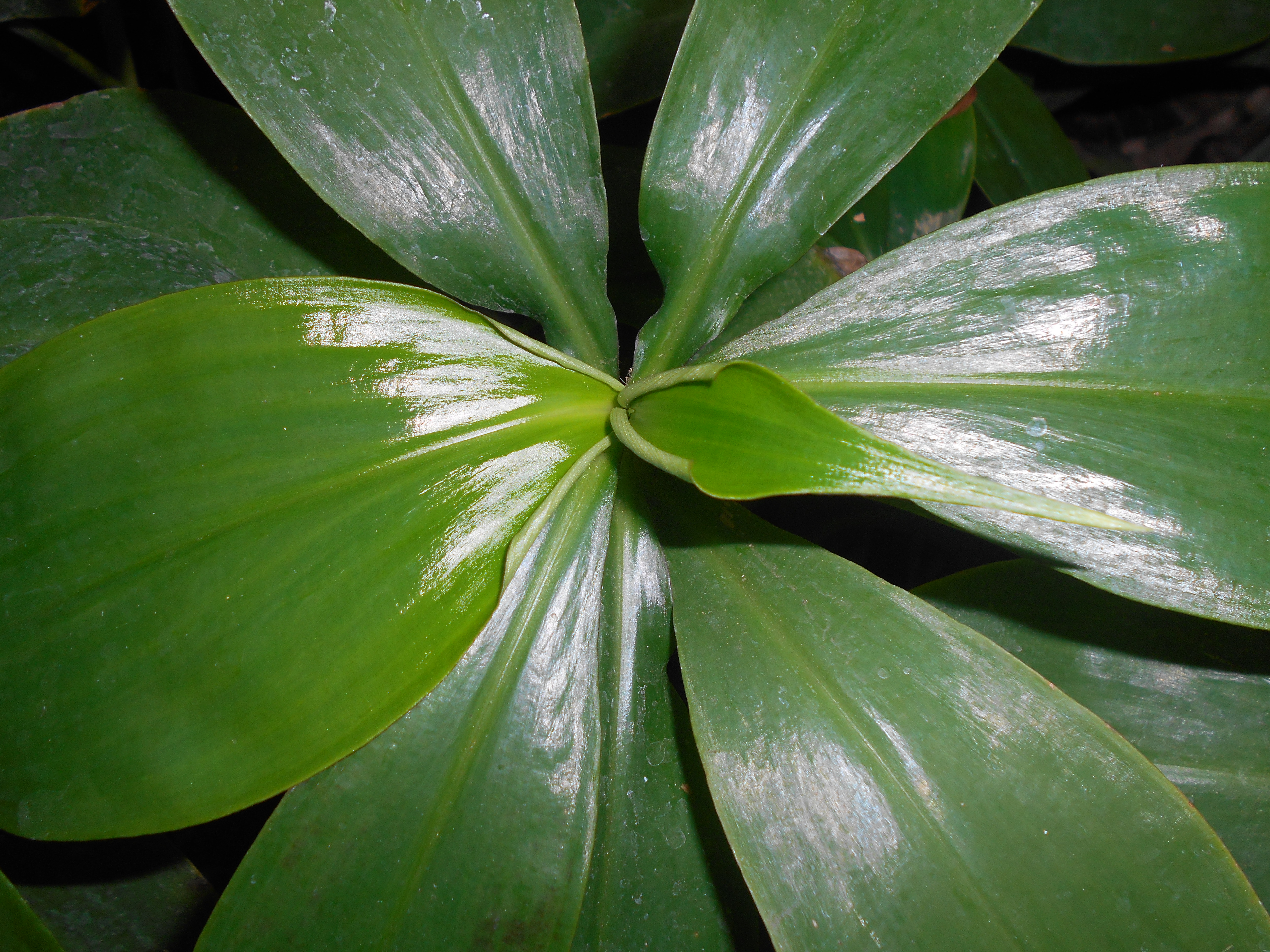
绿叶
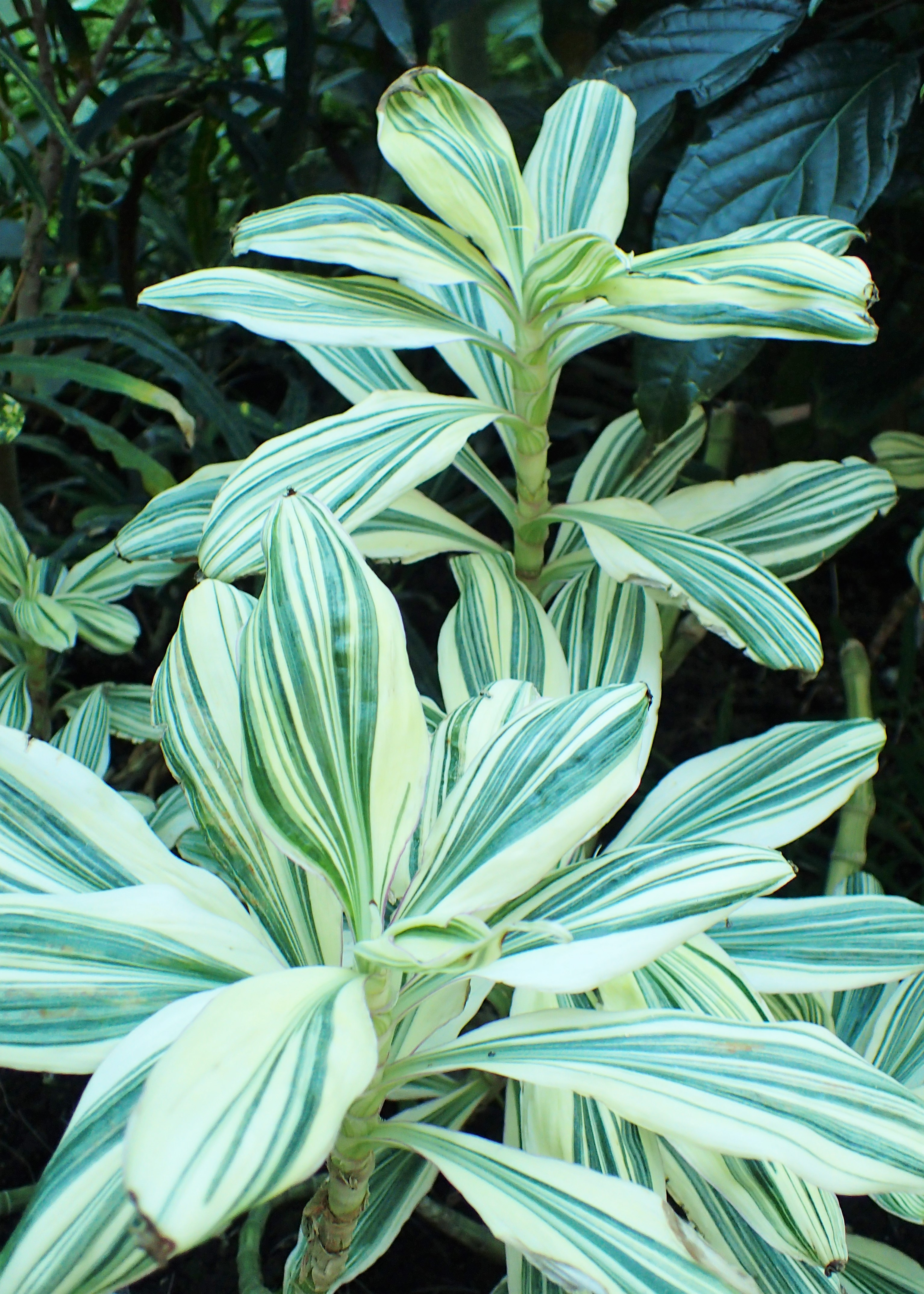
花叶品种
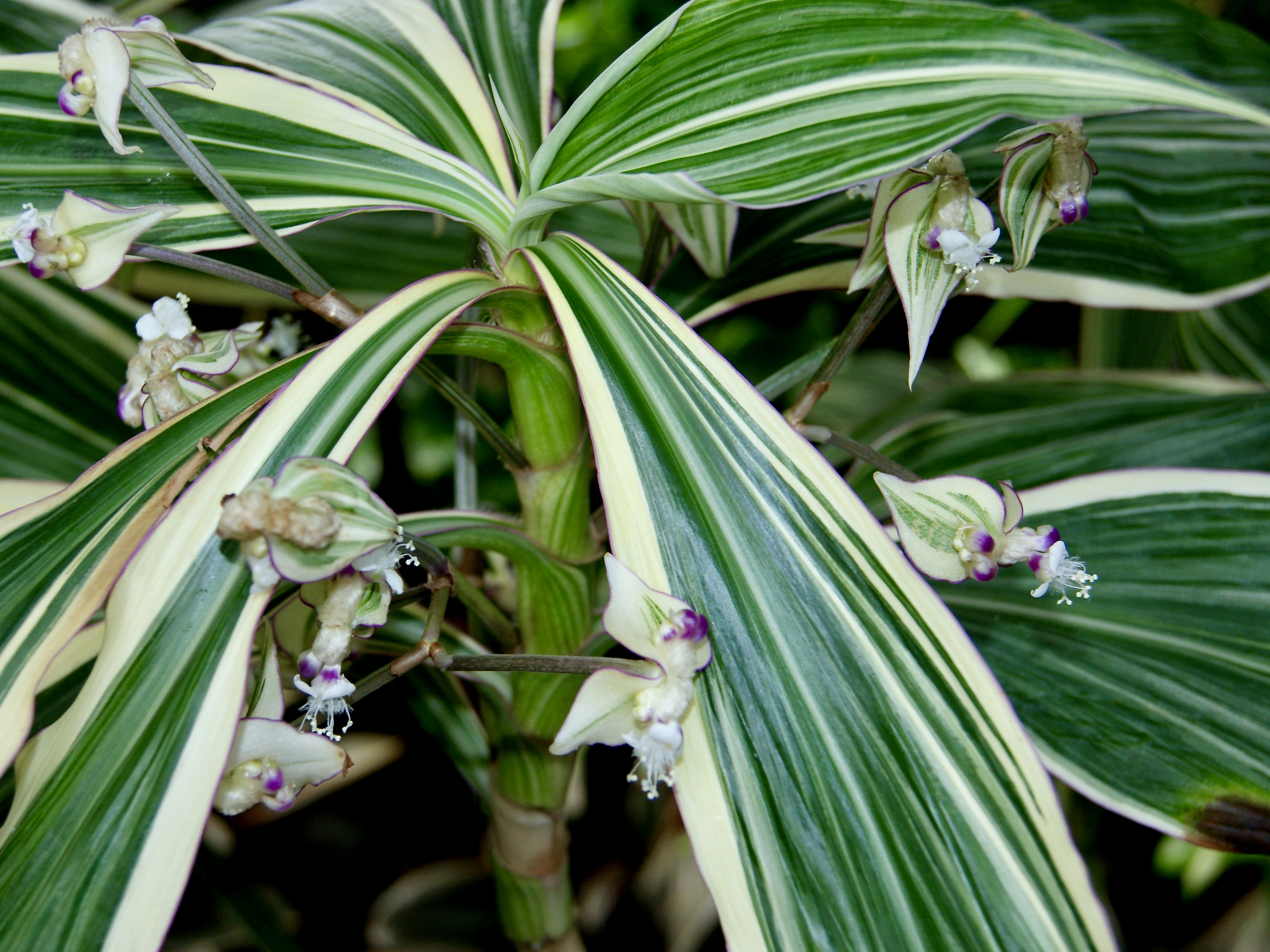
开花的
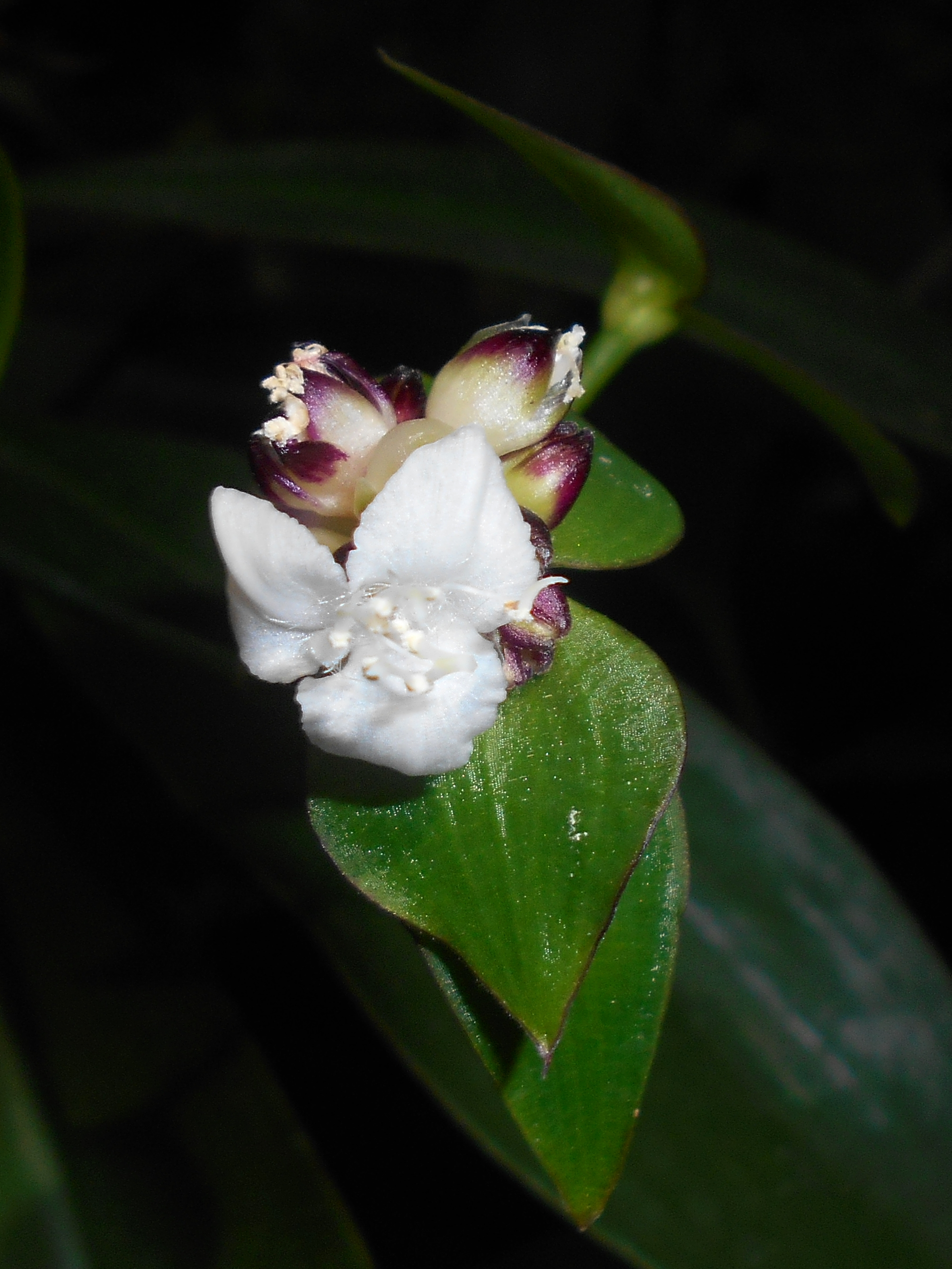
花
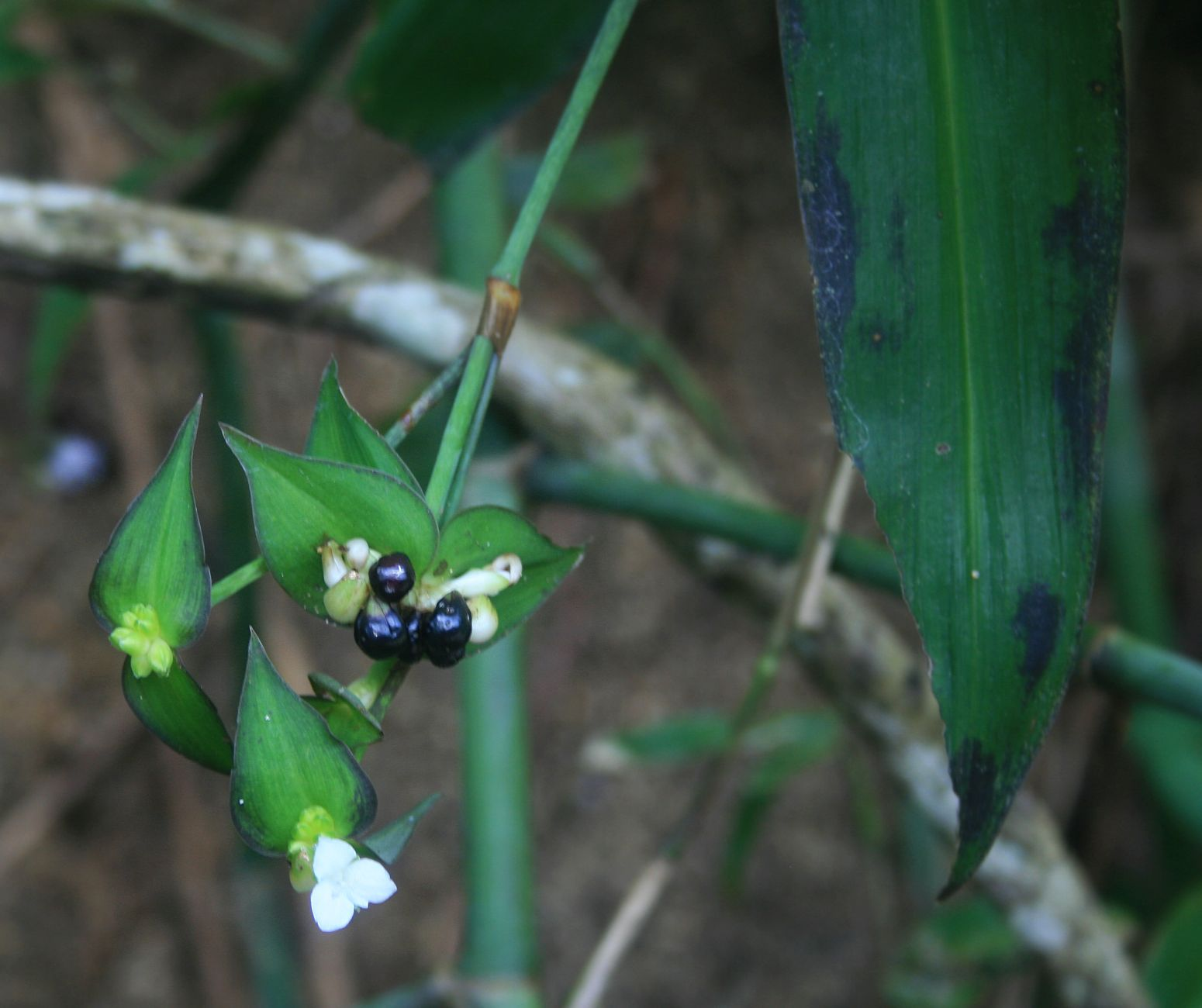
肉质花萼在果实成熟后变成紫黑色，呈浆果状